# Rancho Viejo, Pedro Ascencio Alquisiras
Rancho Viejo är en ort i Mexiko.   Den ligger i kommunen Pedro Ascencio Alquisiras och delstaten Guerrero, i den södra delen av landet, 130 km sydväst om huvudstaden Mexico City. Rancho Viejo ligger 1 570 meter över havet och antalet invånare är 158.
Terrängen runt Rancho Viejo är kuperad. Runt Rancho Viejo är det ganska glesbefolkat, med 26 invånare per kvadratkilometer. Närmaste större samhälle är Teloloapan, 12,3 km söder om Rancho Viejo. I omgivningarna runt Rancho Viejo växer huvudsakligen savannskog.